# Ágnes Győri
Ágnes Győri (* 6. Januar 1983 in Soltvadkert) ist eine ehemalige ungarische Handball- und Beachhandball-Torhüterin sowie mittlerweile Handballtrainerin. Sie stand zwischen 2009 und 2019 bei zehn internationalen Beachhandball-Meisterschaften für Ungarn auf dem Platz und gilt als eine der herausragenden Beachhandball-Torhüterinnen ihrer Generation.

## Hallenhandball
Ágnes Győri gehörte in der Saison 2003/04 zum Kader von Dunaferr SE, der in diesem Jahr das Halbfinale der EHF Champions League der Frauen erreicht hatte, Győri blieb in dem Wettbewerb allerdings ohne Einsätze. 2003/04 gewann sie mit dem Verein den ungarischen Titel. Mit Kiskunhalas NKSE erreichte sie nun als aktive Spielerin das Achtelfinale des EHF-Pokal der Frauen 2006/07. 2011 wechselte sie vom mittlerweile in Dunaújvárosi Kohász KA umbenannten Dunaferr SE zu Marcal VSZSE, zuletzt spielte sie bei Kispest NKK. Nach der aktiven Karriere wurde sie Torwart-Trainerin bei Dunaújvárosi Kohász KA.

## Beachhandball

### International

#### Erste Phase
Győri prägte mehr als zehn Jahre den ungarischen Beachhandball mit, in dem die Nationalmannschaft zur Weltspitze gehört. Die ersten internationalen Meisterschaften, an denen sie mitwirkte, waren die Europameisterschaften 2009 in Larvik, Norwegen. Ungarn konnte mit Siegen über Spanien und Italien in das Turnier starten, unterlag dann aber Norwegen und Dänemark. Zum Abschluss der Vorrunde wurde Polen besiegt und Ungarn erreichte als Vorrunden-Vierte nur die Hoffnungsrunde. Um in die Viertelfinale einzuziehen, musste Ungarn hier den ersten Tabellenplatz erreichen, was nach Siegen gegen die Türkei und im Shootout gegen Schweden auch gelang. Im Viertelfinale unterlag Ungarn der Ukraine. Nach einem Sieg gegen Schweiz und einer Niederlage gegen Spanien wurde Ungarn am Ende Sechste.
Ein Jahr später bei den Weltmeisterschaften 2010 in Antalya, Türkei, belegte sie mit Ungarn den siebten Platz. Ungarn startete gut in das Turnier und schlug zunächst Spanien, danach Brasilien, jeweils im Shootout. Doch danach gab es Niederlagen gegen die Türkei, China und Norwegen. Als Vierte der Vorrunde kam Ungarn nur in die Trostrunde, in der Neuseeland und Japan geschlagen wurden, abschließend jedoch gegen Italien im Shootout verloren wurde. Gegen Italien wurde in den Platzierungsspielen um den siebten Platz gespielt und dieses Mal im Shoutout gewonnen.
Die Europameisterschaften 2011 in Umag, Kroatien brachte eine ähnliche Leistung wie bei den Turnieren der beiden Jahre zuvor. Nach einer Niederlage zum Auftakt gegen Norwegen konnte Ungarn alle fünf weiteren Spiele der Vorrunde gegen Dänemark, die Ukraine, die Türkei, Zypern und Griechenland gewinnen, wobei die Niederlage und die beiden ersten Siege jeweils bis ins Shootout gingen. Ungarn zog als Tabellenerster in die Hauptrunde ein, wo Polen und Spanien geschlagen wurden. Im Viertelfinale wurde jedoch gegen Italien im Shootout verloren. Nach erneuten Siegen gegen Polen und Spanien in den Platzierungsspielen belegte Ungarn am Ende den fünften Platz. Győri wurde als beste Torhüterin ins All-Star-Team gewählt.
Es folgten die Weltmeisterschaften 2012 in Maskat, Oman. Nach einem Auftaktsieg im Shootout gegen Polen folgte ein Sieg gegen Singapur. Der zweite Tag brachte Niederlagen gegen Brasilien und Norwegen. Zum Abschluss gelang ein Sieg über Thailand und der Einzug in die Hauptrunde als Tabellendritte. In der Hauptrunde gab es zunächst eine Niederlage gegen Dänemark, anschließend ein Sieg gegen Uruguay. Zum Abschluss der Hauptrunde gelang ein Sieg gegen Kroatien im Shootout. Als Viertbestes Team der Hauptrunde zog Ungarn ins Halbfinale ein, wo erneut gegen Dänemark wie auch das Spiel gegen Norwegen um die Bronzemedaille in zwei Sätzen verloren wurde. Győri wurde als beste Torhüterin des Turniers in das All-Star-Team gewählt.
Die Europameisterschaften 2013 in Randers, Dänemark, waren für Győri und Ungarn ein voller Erfolg. Schon in der Vorrunde wurden nacheinander Polen, Russland, Norwegen, Kroatien und die Ukraine geschlagen, wenn es auch gegen Norwegen und die Ukraine einen Shootout brauchte und dieser gegen Norwegen bis zum Endstand von 12:11 ging. Als Tabellenerste zogen die Ungarinnen in die Hauptrunde, wo es deutliche Siege gegen die Türkinnen und Spanierinnen gab. Als bislang einziges verlustpunktfreies Team zog Ungarn damit in das Viertelfinale ein, wo Italien deutlich besiegt wurde. Im Halbfinale wurde mit den Norwegerinnen einer der Angstgegner geschlagen. Auch im Finale traf man mit den Däninnen auf einen Angstgegner, dieses Mal konnte sich Ungarn in einem Shootout der bis zum Endstand von 14:12 ging, durchsetzen und den ersten internationalen Titel in der Landesgeschichte in der Sportart sichern und blieb dabei im gesamten Turnierverlauf unbezwungen.
Ein weiterer Erfolg folgte bei den World Games 2013 in Cali, Kolumbien. In der Vorrunde unterlag die ungarische Nationalmannschaft Brasilien und schlug die Teams aus Tunesien und Kolumbien. Im Halbfinale traf Ungarn auf die Norwegerinnen, die dieses Mal erneut besiegt werden konnten. Im Finale unterlagen die Ungarinnen den Brasilianerinnen erst im Shootout. Győri wurde als beste Torhüterin des Turniers in das All-Star-Team gewählt, Ungarn erhielt zudem den Fair-Play-Preis.
Im Jahr darauf waren die Weltmeisterschaften 2014 in Recife, Brasilien, der Saisonhöhepunkt. Győri gelang mit Ungarn am ersten Tag erneut ein idealer Start in das Turnier. Nachdem Thailand geschlagen werden konnte, wurde auch Argentinien besiegt. Am zweiten Tag wurden die Spanierinnen im Shootout besiegt. Der dritte Tag begann mit einem Sieg gegen die Ukraine. Erst im letzten Spiel gegen die Dänemark gab es die erste Turnierniederlage. Trotz der Niederlage zogen die Ungarinnen als Tabellenerste in die Hauptrunde ein. Dort wurden Italien und im Shootout Norwegen besiegt. Auch dieses Mal gab es erst beim letzten Spiel, nun gegen Brasilien, eine Niederlage. Als Tabellenzweite gingen die Ungarinnen in die Halbfinals, hier besiegten sie die Mannschaft der Ukraine in zwei Durchgängen. Im Finale gab es wie im Jahr zuvor bei den World Games eine Niederlage gegen die Brasilianerinnen. Győri wurde wie schon zwei Jahre zuvor als beste Torhüterin ins All-Star-Team gewählt, Ungarn erhielt zudem erneut den Fair-Play-Preis.
Als eine von drei Ungarinnen wurde Győri neben Renáta Csiki und Bozsana Fekete für zwei Demonstrationsspiele nach Lausanne berufen, bei dem Beachhandball, das als Kandidat für die Olympischen Sommerspiele um Aufnahme in das olympische Programm warb, für die Mitglieder des IOC demonstriert wurde.

#### Zweite Phase
Nachdem Győri bei der erfolgreichen Titelverteidigung bei den Europameisterschaften 2015 nicht im ungarischen Aufgebot stand, gehörte sie diesem bei den Weltmeisterschaften 2016 wieder an, die im heimischen Budapest ausgetragen wurden. Ungarn startete mit einem Zwei-Satz-Sieg gegen Thailand in das Turnier und gewann noch am ersten Tag auch das zweite Spiel gegen Argentinien im Shootout. Der zweite Tag begann mit einem Sieg im Shootout über Australien, das zweite Spiel gegen Spanien wurde verloren. Im letzten Vorrundenspiel wurden die Italienerinnen bezwungen. Als zweitplatzierte Mannschaft zog Ungarn in die Hauptrunde ein, wo gegen Norwegen und Brasilien jeweils im Shootout unterlegen wurde. Nur das letzte Spiel gegen Taiwan wurde gewonnen. Als Viertplatzierte zogen die Ungarinnen in das Halbfinale ein, unterlagen dort jedoch einmal mehr den Brasilianerinnen. Auch das Spiel um die Bronzemedaille ging gegen Norwegen im Shootout verloren.

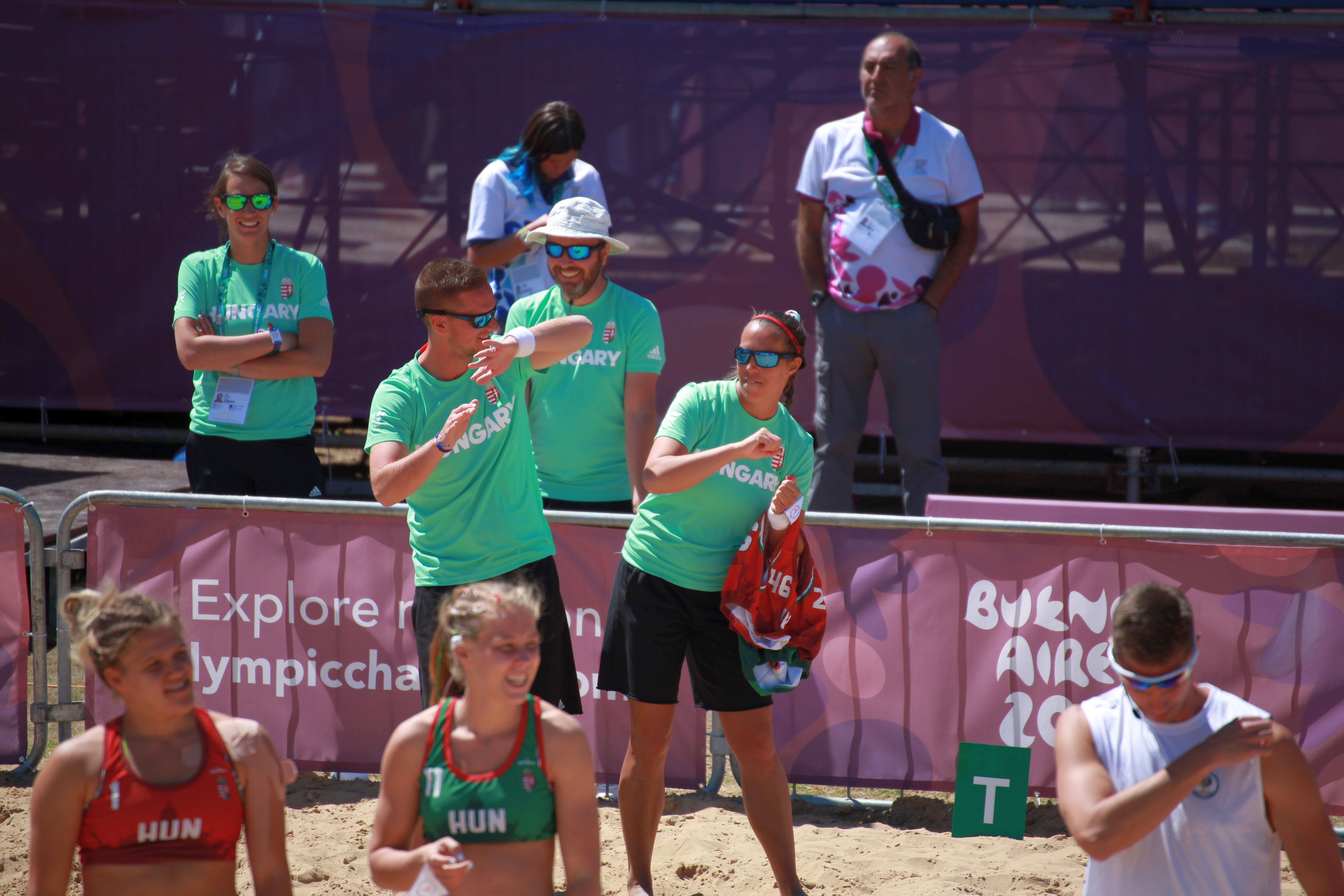
Győri (Mitte mit Trikots über dem Arm) mit den übrigen ungarischen Trainer- und Betreuerteam vor dem Vorrundenspiel gegen Taiwan bei den Olympischen Jugendspielen 2018

Für die Europameisterschaften 2017 am Jarun-See in Kroatien wurde ein sehr junges ungarisches Nationalteam berufen, zu dem unter anderem auch Rebeka Benzsay und Csenge Braun gehörten, die im selben Jahr die Junioren-Weltmeisterschaften gewannen. Győri gehörte wie schon zwei Jahre zuvor nicht zum Aufgebot. Für die Weltmeisterschaften 2018 war Ungarn erstmals seit den Weltmeisterschaften 2008 wie schon im Vorjahr für die World Games 2017 nicht qualifiziert. Seit 2017 ist Győri Assistentin von Zoltán Pinizsi bei den ungarischen Jugend- und Juniorinnen-Nationalmannschaften im Beachhandball. 2017 wurde sie mit diesen Jugend-Weltmeisterin und Vize-Europameisterin. Im Jahr darauf war sie Teil des ungarischen Betreuerteams bei den Olympischen Jugendspielen, wo die Ungarinnen die Bronzemedaille gewannen. Zuvor hatten sie schon ihren siebten Titel bei Jugend- beziehungsweise Juniorinnen-Europameisterschaften gewonnen. Neben Rebeka Benzsay und Csenge Braun gehörten auch Réka Király, Dorottya Gajdos, Sára Léránt, Klaudia Pintér und Gréta Hadfi jedes Mal zum Aufgebot, Gabriella Landi seit den Jugend-Weltmeisterschaften. 2019 gewannen sie mit einem gänzlich neu formierten Team die Silbermedaille bei den Jugend-Europameisterschaften.

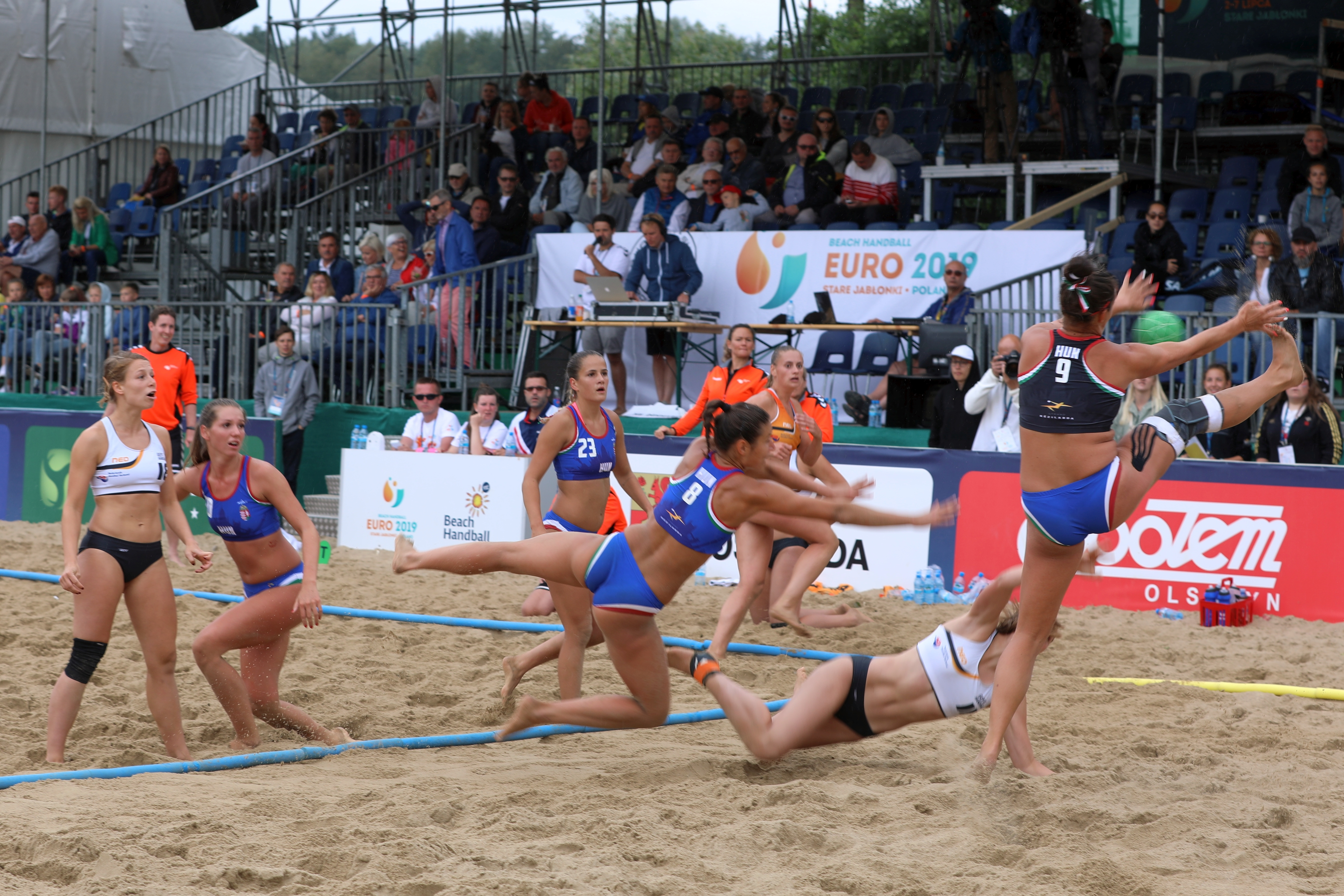
Győri (rechts, #9) wehrt einen Wurf von Marit van Ede im Halbfinalspiel der Europameisterschaften 2019 ab; Isabel Barnard (links, weiß, #18) von den Niederlanden bleibt wie auch den Ungarinnen Evelin Speth (#10), Emese Tóth (#8) und Fanni Friebesz (#23) die Zuschauerrolle

Noch ein letztes Mal trat Győri mit der ungarischen Nationalmannschaft bei den Europameisterschaften 2019 in Stare Jabłonki an, zweite Torhüterin war dieses Mal die von ihr in den U-Mannschaften betreute Gréta Hadfi. Auch Rebeka Benzsay, Csenge Braun, Réka Király und Gabriella Landi schafften nun den Sprung zur Mannschaftskameradin. Gegen Polen, Frankreich, Portugal und Zypern konnten alle Spiele der Vorrunde gewonnen werden. Weitaus weniger gut verliefen die Spiele der Hauptrunde. Alle drei Spiele gegen Kroatien, die Niederlande und Norwegen gingen verloren. Als Viertplatzierte der Hauptrunde konnte sich Ungarn gerade so in das Viertelfinale retten. Dort wurde Spanien im Shootout besiegt. Im Halbfinale gelang die Revanche gegen die Niederlande und Ungarn zog in das Finale gegen Dänemark ein. Dort wurde der erste Satz klar verloren. Im zweiten Durchgang hingegen war das Spiel sehr ausgeglichen. Sekunden vor Schluss gelang Rebeka Benzsay der Ausgleich für Ungarn. Während sich schon fast alle auf eine Fortsetzung des Durchgangs und ein Golden Goal eingestellt hatten, gelang Dänemark durch Ann Cecilie Møller mit einem letzten Angriff in der Schlusssekunde der Siegtreffer. Győri wurde einmal mehr zur besten Torhüterin des Turniers gewählt, während ihre Nationalmannschaftskollegin seit 2010, Emese Tóth, als beste Verteidigerin ausgezeichnet wurde. Schon zuvor wurden mit Zita Szalma eine von Győris Schützlingen in der U-Nationalmannschaft als beste Torhüterin der Jugendeuropameisterschaften ausgezeichnet, ebenso ihr männliches Pendant Balász Nagy bei der männlichen Jugend als beste Torhüter.
Letztes internationales Turnier wurden für Győri die World Beach Games 2019 in ar-Rayyan, Katar, für die sich Ungarn mit dem guten Abschneiden bei den Europameisterschaften qualifizieren konnte. Die IHF hatte in Győri schon vor dem Turnier neben Specialist Renáta Csiki, der Defensivspielerin und Spielführerin Emese Tóth sowie der linken Flügelspielerin Fanni Friebesz eine der ungarischen Schlüsselspielerinnen ausgemacht. In der Vorrunde verlor die ungarische Mannschaft gegen Brasilien, Argentinien und Dänemark, schlagen konnte sie die USA und Tunesien. Im Viertelfinale schlug Ungarn den Sieger der weiten Vorrundengruppe und amtierenden Weltmeister Griechenland und zwei engen Sätzen. Im Halbfinale traf Ungarn auf die Überraschungsmannschaft des Turniers, die Vietnamesinnen, die zuvor die amtierenden Sieger der Südamerikanischen Beachgames aus Argentinien schlagen konnten. Vietnam konnte deutlich geschlagen werden. Im Finale traf Ungarn einmal mehr auf Dänemark, das dieses Mal in zwei sehr knappen Durchgängen das Turnier für sich entscheiden konnte.

### Vereinsebene
National gewann Győri mit der von János Gróz trainierten Mannschaft von Multicem Szentendrei NKE 2012 und 2015 die Titel bei den ungarischen Meisterschaften. 2017 gewann sie den Beachhandball-Pokal mit 2 Cool Ya, 2020 mit den OVB Beach Girls. Mit Szentendrei gewann sie zudem 2015 den EHF Beach Handball Champions Cup und wurde auch beste Torhüterin des Turniers.

## Erfolge

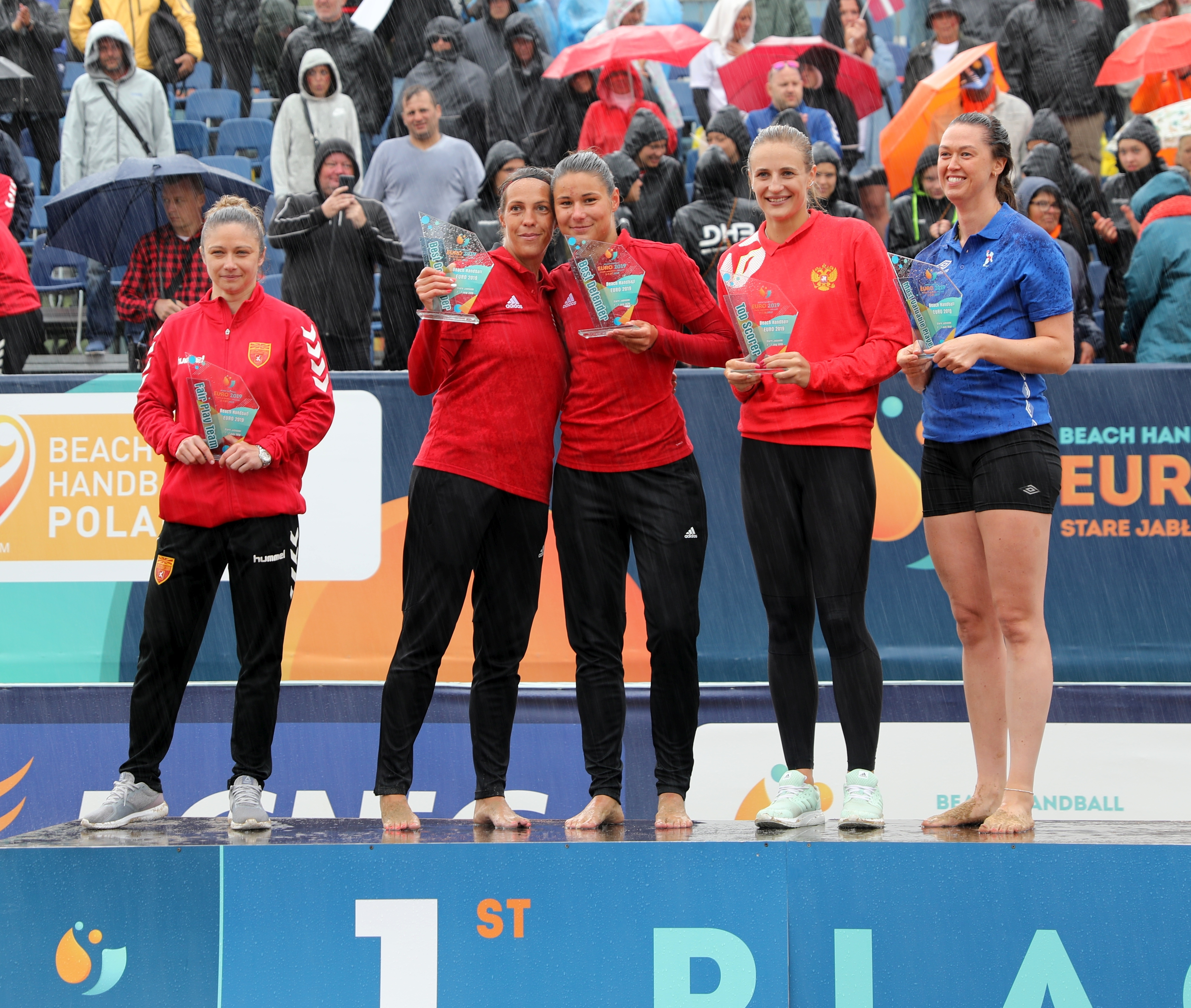
Győri (zweite von links) mit der Auszeichnung als beste Torhüterin der Europameisterschaften 2019

| International World-Games - 2013 World-Beach-Games - 2019 Beachhandball-Weltmeisterschaften - 2014 Beachhandball-Europameisterschaften - 2013 - 2019 | National Ungarische Hallenhandball-Meisterschaft - Ungarische Meisterin 2004 Ungarische Beachhandball-Meisterschaften - 2012 - 2015 Ungarischer Beachhandball-Pokal - 2017 - 2020 | Individuell Beste Torhüterin/All-Star-Team - World Games 2013 - Beachhandball-Weltmeisterschaften 2012, 2014 - Beachhandball-Europameisterschaften 2011, 2019 - EHF Beach Handball Champions Cup 2015 Weltauswahl - 2015 |

## Einzelbelege
1. ↑  kézitörténelem.hu. Abgerufen am 4. Dezember 2020.
2. ↑  https://kohaszkezi.hu/hu/csapat/dkka_felnott_csapat
3. ↑  European Handball Federation - 2009 Women's ECh Beach Handball / Final Tournament. Abgerufen am 17. November 2020 (englisch).
4. ↑  European Handball Federation - 2011 Women's ECh Beach Handball / Final Tournament. Abgerufen am 17. November 2020 (englisch).
5. ↑  Beach Handball Euro – All Star Team for women ! – Timeout Magazine. Abgerufen am 4. Dezember 2020 (amerikanisches Englisch).
6. ↑  News Details. 1. August 2012, archiviert vom Original (nicht mehr online verfügbar) am 1. August 2012; abgerufen am 4. Dezember 2020.
7. ↑  European Handball Federation - 2013 Women's ECh Beach Handball / Final Tournament. Abgerufen am 17. November 2020 (englisch).
8. ↑  All Stars of the 2013 World Games named | IHF. Abgerufen am 4. Dezember 2020.
9. ↑  handball-world: Spectacle in Lausanne: IHF presented Beach handball to the IOC and its president Dr. Thomas Bach. Abgerufen am 4. Dezember 2020.
handball-world: IHF announced teams for the "Olympic presentation" of beach handball. Abgerufen am 4. Dezember 2020.
10. ↑  European Handball Federation - 2019 Women's ECh Beach Handball / Final Tournament. Abgerufen am 18. November 2020 (englisch).
11. ↑  Team Details Page | IHF. Abgerufen am 7. Dezember 2020.
12. ↑  Ekaterinodar successfully defend title at Champions Cup. Abgerufen am 4. Dezember 2020 (englisch).

| Personendaten    | Personendaten                                                   |
| ---------------- | --------------------------------------------------------------- |
| NAME             | Győri, Ágnes                                                    |
| ALTERNATIVNAMEN  | Ágnes, Győri (ungarisch); Györi, Agnes                          |
| KURZBESCHREIBUNG | ungarische Handball- und Beachhandballspielerin sowie Trainerin |
| GEBURTSDATUM     | 6. Januar 1983                                                  |
| GEBURTSORT       | Soltvadkert                                                     |